# Tanjungsari Barat
Tanjungsari Barat is een bestuurslaag in het regentschap Subang van de provincie West-Java, Indonesië. Tanjungsari Barat telt 5250 inwoners (volkstelling 2010).